# Йохан II фон Изенбург-Бюдинген
Йохан II фон Изенбург-Бюдинген (на немски: Johann II von Isenburg-Büdingen; * ок. 1370; † 1408) е граф на Изенбург-Бюдинген.

## Произход
Той е син на граф Йохан I фон Изенбург-Бюдинген (ок. 1345 – 1395) и съпругата му графиня София фон Вертхайм, дъщеря на граф Рудолф IV фон Вертхайм († 1355) и Елизабет Райц фон Бройберг. Сестра му Агнес се омъжва 1376 г. за граф Герлах фон Изенбург-Браунсберг-Вид (* ок. 1369; † 1413).

## Фамилия
Йохан II се жени през 1385 г. за графиня Маргарета фон Катценелнбоген († 1438), дъщеря на граф Дитер VIII фон Катценелнбоген († 1402) и графиня Елизабет фон Насау-Висбаден († 1389), дъщеря на Адолф I фон Насау-Висбаден (1307 – 1370), внук на крал Адолф от Насау († 1298). Те имат две деца:
- Дитер I фон Изенбург-Бюдинген (* ок. 1400; † 1461), граф фон Изенбург-Бюдинген, женен за Елизабет фон Золмс-Браунфелс (* ок. 1410; † 1450), дъщеря на граф Ото I фон Золмс-Браунфелс и Агнес фон Фалкенщайн-Мюнценберг
- Елизабет фон Изенбург-Бюдинген (* ок. 1405; † 1 август 1451), омъжена 1421 г. за граф Бернхард II фон Золмс-Браунфелс (* ок. 1400 † 6 август 1459), син на граф Ото I фон Золмс-Браунфелс и Агнес фон Фалкенщайн-Мюнценберг